# سی‌تی‌تی
سی‌تی‌تی (پرتغالی: Correios, Telégrafos e Telefones) شرکت پست پرتغالی است، که در سال ۱۵۲۰ تأسیس شد.